# ویلیام ادوارد آیرتون
ویلیام ادوارد آیرتون (انگلیسی: William Edward Ayrton؛ زاده ۱۴ سپتامبر ۱۸۴۷ درگذشته ۸ نوامبر ۱۹۰۸) یک فیزیک‌دان و مخترع اهل انگلستان بود.